# Forêt nationale de Humboldt-Toiyabe
La forêt nationale de Humboldt-Toiyabe, en anglais Humboldt-Toiyabe National Forest, est une forêt nationale américaine située au Nevada, avec une petite partie dans la Californie de l'Est. Couvrant 25 454 km2, ce qui en fait la plus vaste forêt nationale hors de l'Alaska, elle est constituée d'une multitude de petits massifs non mitoyens. Créée en 1907-1908, elle est gérée par le Service des forêts des États-Unis.

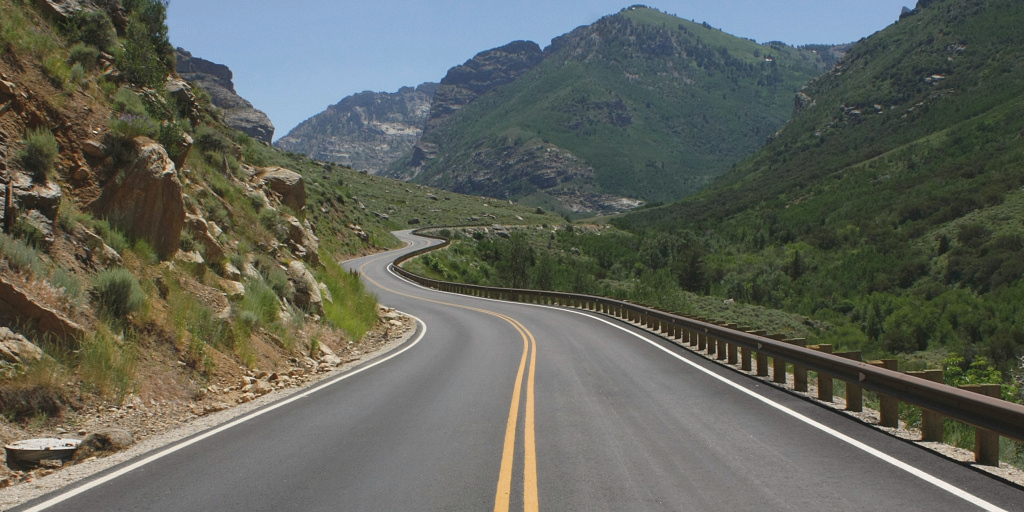
Lamoille Canyon Road
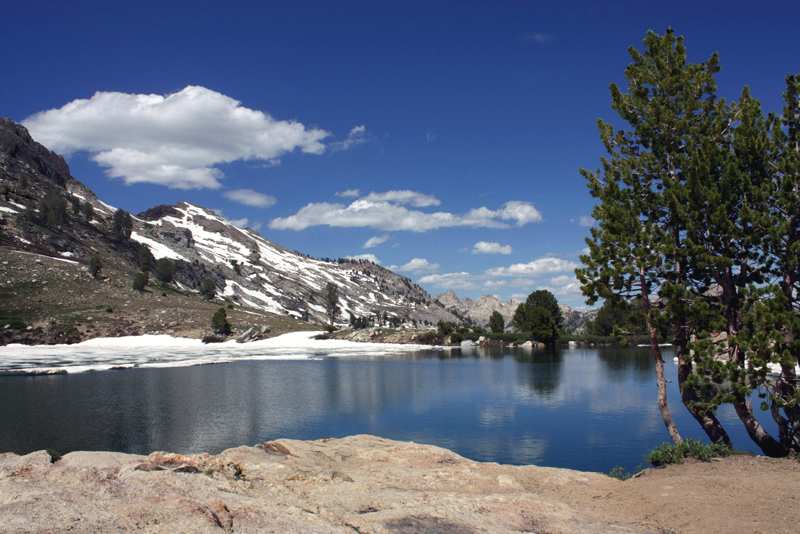
Lamoille Lake
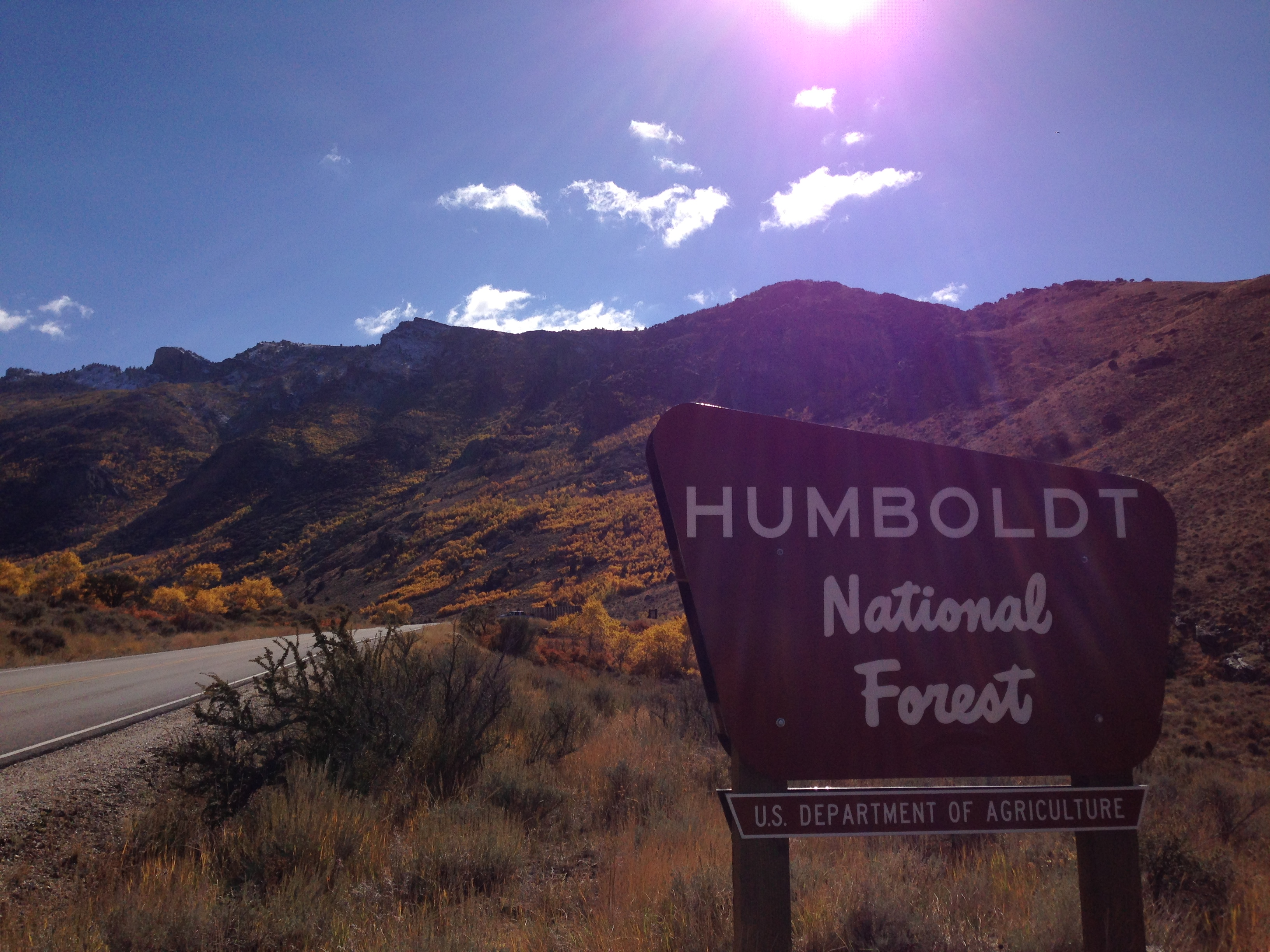
Panneau
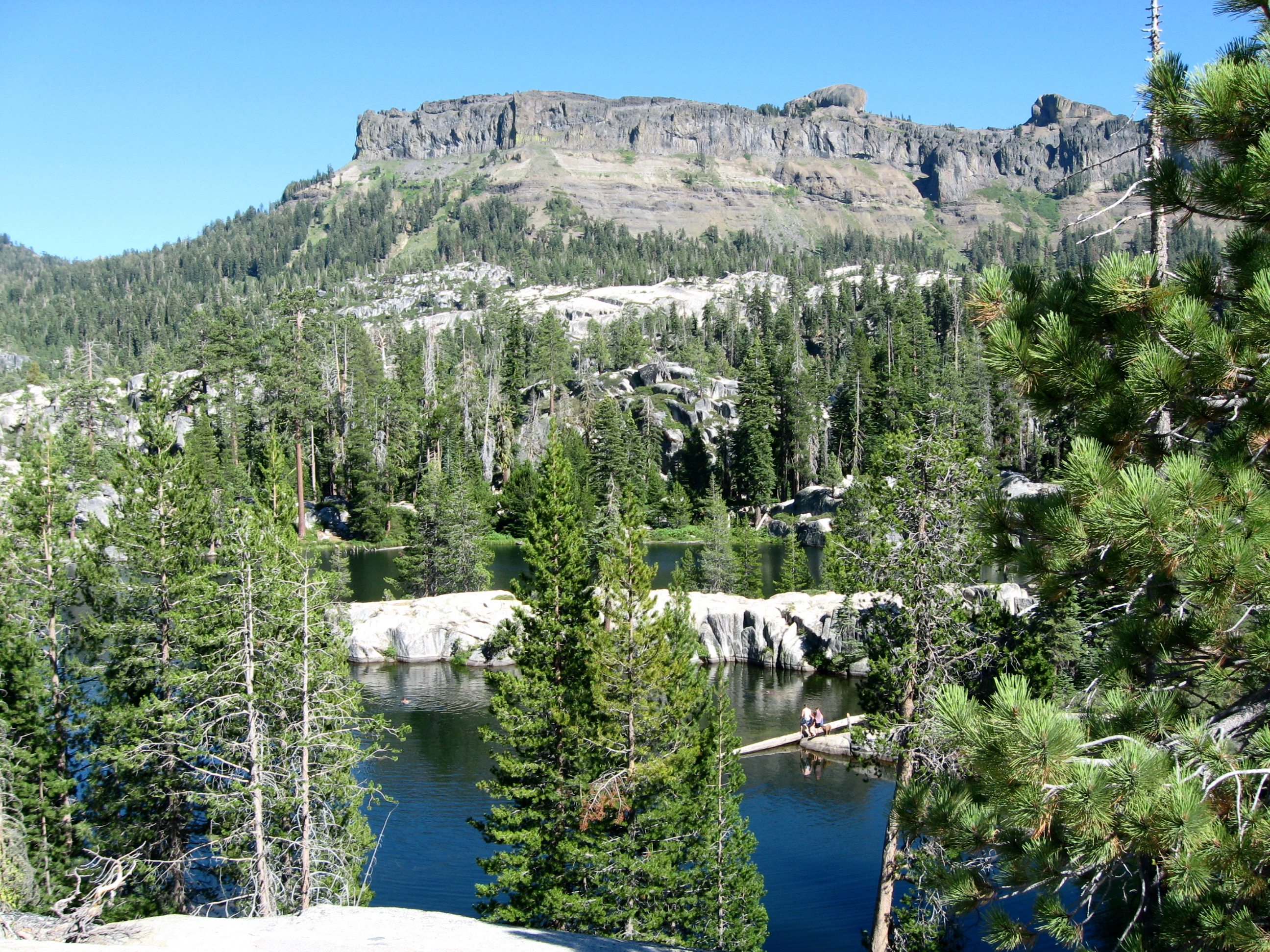
Sword Lake
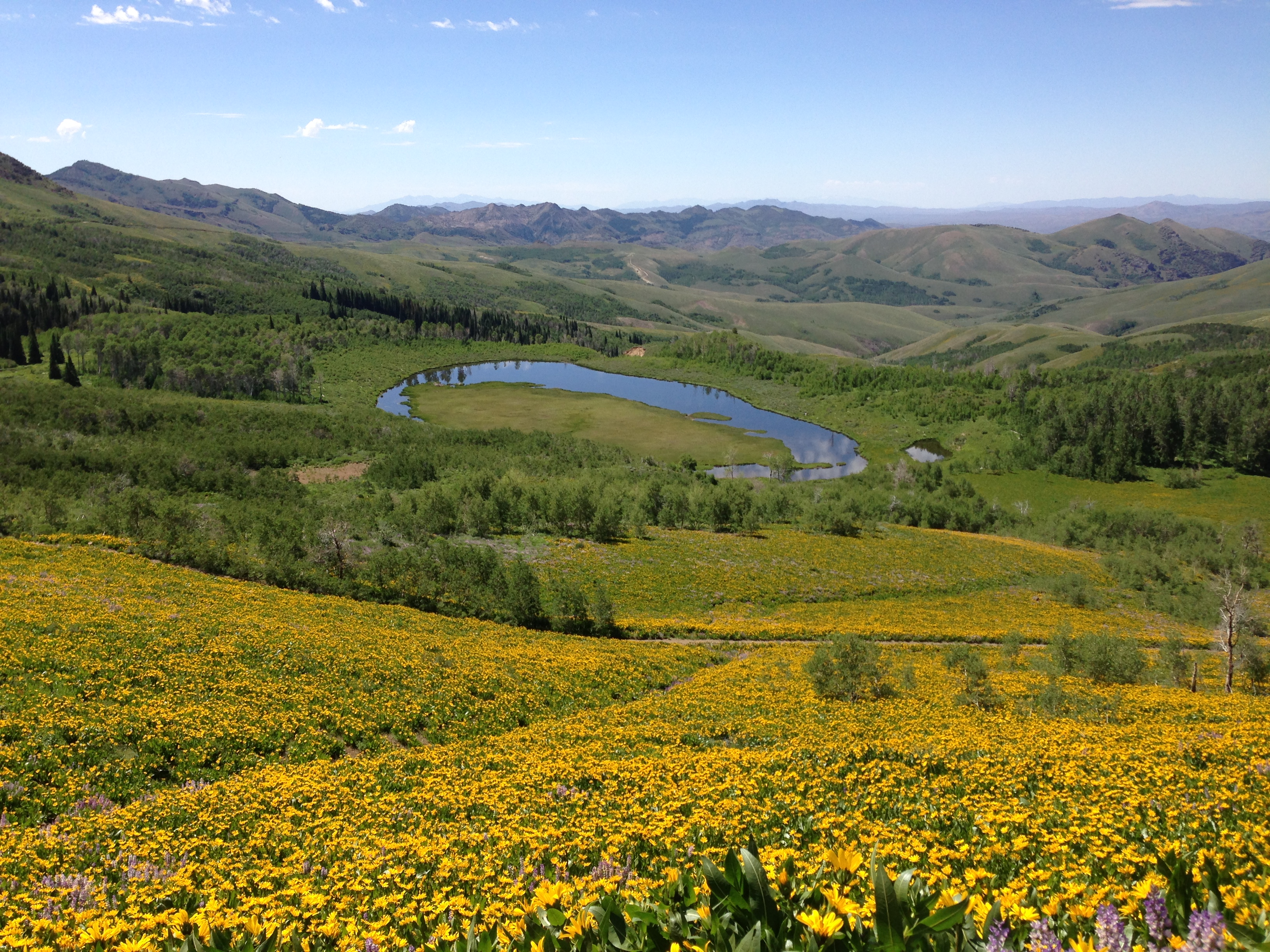
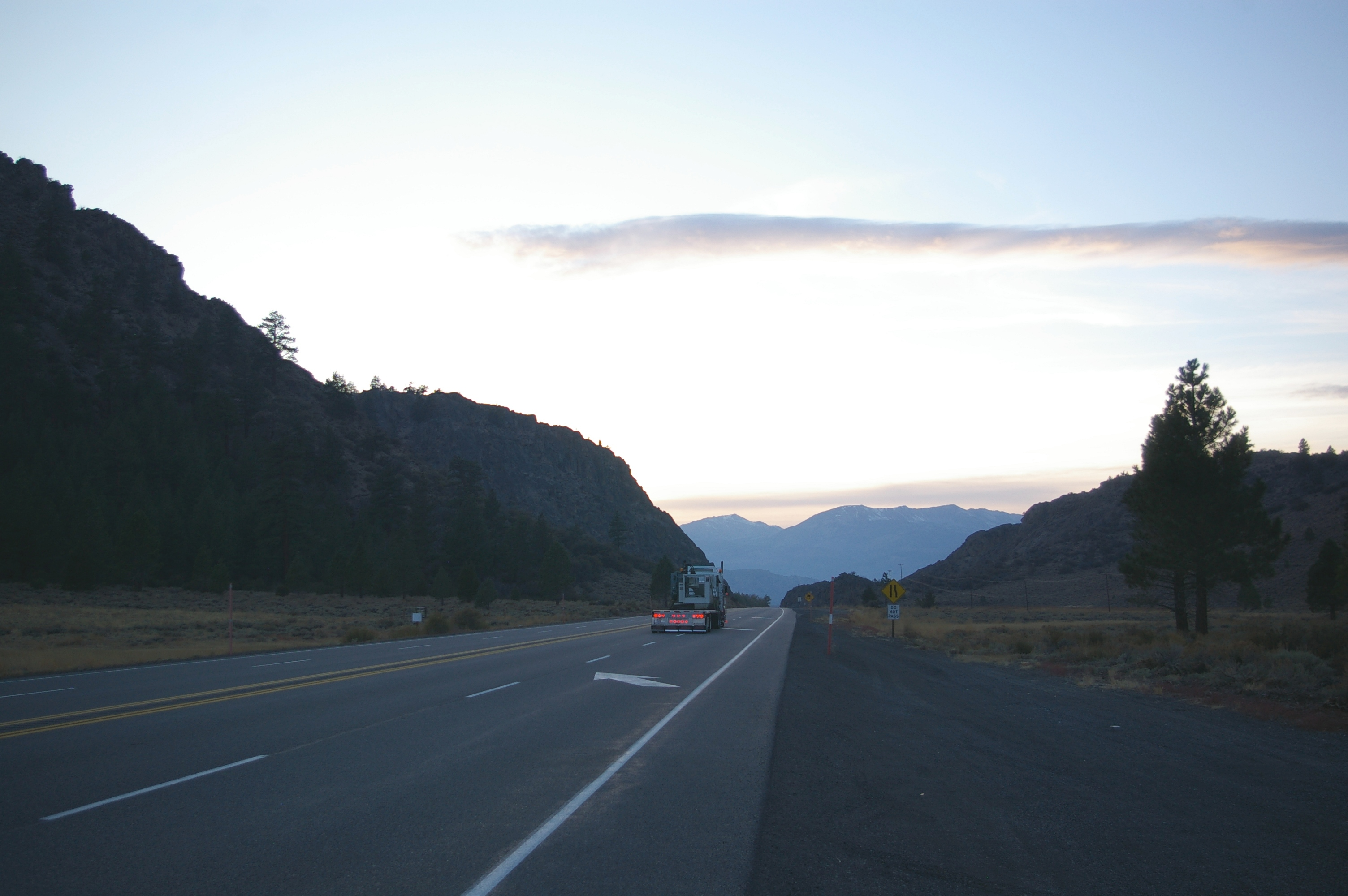
Col de Devils Gate.